# Garlieb Merkel

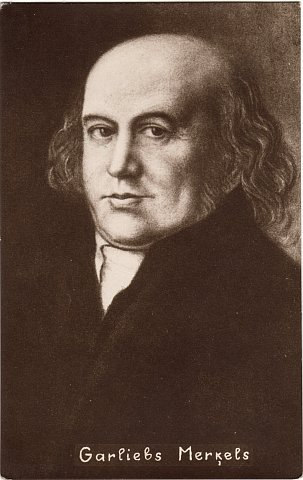

Garlieb Helwig Merkel (1 november 1769 - 9 mei 1850) was een invloedrijke Baltisch Duitse schrijver en activist, geboren in Siguldas novads, dat tegenwoordig deel uitmaakt van Letland. Geboren in een gezin van een plattelandspriester, begon Merkel op 17-jarige leeftijd te werken als tutor voor welgestelde Duitse families.
Zijn leven nam een cruciale wending toen hij zich in 1790 aansloot bij de kring van intellectuelen in Riga. Onder invloed van de ideeën die hij daar tegenkwam, publiceerde hij in 1796 zijn baanbrekende werk Die Letten (De Letten), waarin hij op indringende wijze de levensomstandigheden van de Letse boerenstand beschreef en de wreedheden van de Baltisch Duitse landeigenaren aan de kaak stelde. In het boek riep hij ook op tot ingrijpen van de keizerlijke Russische regering om de situatie van de Letten te verbeteren. Dit werk genoot aanzienlijke populariteit in de Duitse samenleving en werd vertaald in het Frans, Deens en Russisch.
De controverse rond zijn boek leidde ertoe dat Merkel gedwongen werd in ballingschap te gaan. Na een periode in Weimar en Berlijn keerde hij in 1816 terug naar Lijfland. Hij bleef actief als schrijver en publiceerde onder meer Mijn Tien Jaar in Duitsland (1818) en Voorstellingen en Karakteristieken uit mijn Leven (1839–1840). Merkel's betrokkenheid bij de Baltische regio blijkt ook uit zijn pamflet "Bevrijd Esten en Letten" (1820), dat in Leipzig werd gepubliceerd.
Garlieb Merkel overleed op 9 mei 1850 in Riga. Zijn impact op de Baltische literatuur en zijn strijd voor rechtvaardigheid voor de lokale bevolking hebben hem een blijvende plaats in de Baltische geschiedenis bezorgd, en een straat in het centrum van Riga draagt zijn naam als eerbetoon aan zijn erfenis.